# Place Mireille-Havet
La place Mireille-Havet est une place du 11e arrondissement de Paris.

## Situation et accès
Elle est située sur le terre-plein central entre le 223 de la rue du Faubourg-Saint-Antoine et la rue Faidherbe. 
Ce site est desservi par la station de métro Faidherbe - Chaligny.

## Origine du nom

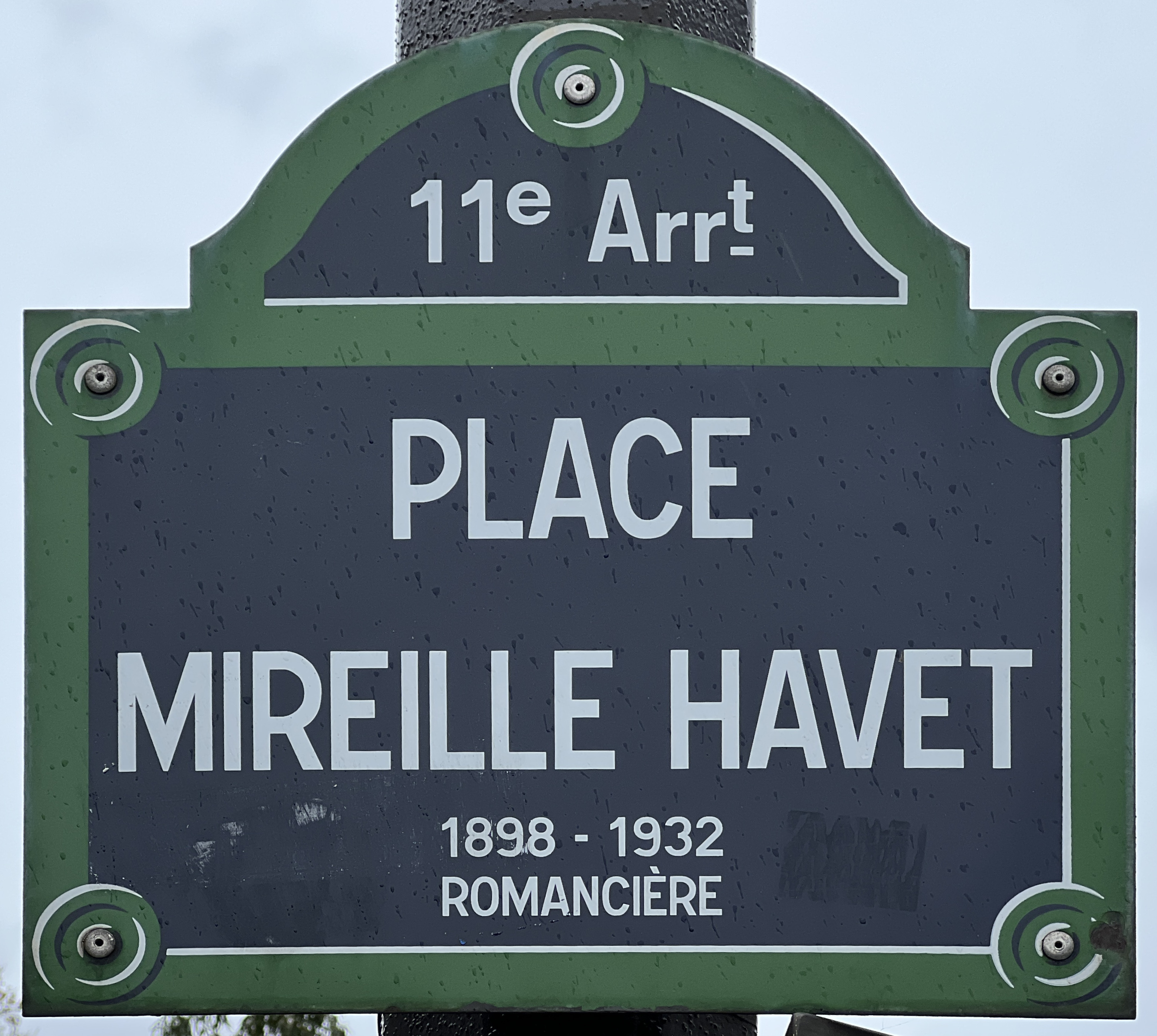
Plaque de la place Mireille-Havet.

Elle porte le nom de Mireille Havet (1898-1932), une poétesse, amie de Jean Cocteau et de Colette.

## Historique
La place porte ce nom depuis un arrêté du Conseil municipal de la Ville de Paris en date du 28 novembre 2006.